# 長孫皇后
長孫皇后（ちょうそんこうごう）は、中国の唐の太宗李世民の皇后であり、高宗の母。小字は観音婢という。本貫は河南郡洛陽県。李世民とのあいだに李治をはじめとする三男四女を生んだ。唐の名臣長孫無忌を兄に持つ。

## 経歴
隋の右驍衛将軍長孫晟と継室の高氏（高勱の娘）のあいだの娘として生まれた。大業5年（609年）、長孫晟が世を去ると、異母兄の長孫安業により母と共に追い出され、母方の伯父の高士廉を頼った。大業9年（613年）、13歳で唐国公李淵の次男の李世民の妻となった。武徳元年（618年）、唐が建てられると、秦王妃に立てられた。武徳9年（626年）、玄武門の変の後に皇太子妃となり、李世民が即位すると皇后に冊立された。太宗との間に、下記のように3男4女をもうけた。
皇后は礼法を尊び、いにしえの善悪を鑑として自らを律したとされる。生活は質素で華美な衣服を取らなかったという。他の妃嬪が難産で亡くなったときには、生まれた子である豫章公主を、自分の腹を痛めた子のように養育した。
李世民が政治向きのことを皇后に尋ねると、「雌鶏が夜明けを告げると、家は窮乏します」と言って、なかなか答えようとしなかった。また、兄の長孫無忌が唐朝で重用されるのには漢の呂氏や霍氏の前例を持ち出して反対し、異母兄の長孫安業が李孝常の乱に連座して処刑されようとしたときには、叩頭して助命を嘆願した（異母兄の助命は、皇后としての権勢で政治に介入し、かつての恨みをはらしたとみられたくないということである）。
貞観8年（634年）、九成宮に行幸して病の床についた。貞観10年（636年）、36歳で世を去り、昭陵に陪葬された。諡号を文徳聖皇后といった。彼女の死後、太宗は皇后をたてず、その陵墓をいつもながめていたといわれる。
著書に、今は散逸したが、『女則』10篇があった。
中国史上最も「賢后（賢明な皇后）」として名高い皇后の一人。

## 子女

### 男子
1. 皇太子李承乾
2. 魏王李泰
3. 高宗李治（はじめ晋王）

### 女子
1. 長楽公主李麗質
2. 城陽公主
3. 晋陽公主李明達
4. 新城公主

## 伝記資料
- 『旧唐書』巻51 列伝第1「太宗文徳皇后長孫氏伝」
- 『新唐書』巻76 列伝第1「文徳長孫皇后伝」